# Ртуть (роман)
«Ртуть» (англ. Quicksilver) — исторический роман с элементами фантастики Нила Стивенсона, опубликованный в 2003 году. Является первым томом «Барочного цикла», остальные тома которого — «Смешенье» и «Система мира» — были изданы в 2004 году. Роман получил премию Артура Кларка и был номинирован на премию «Локус» в 2004 году. Книга разбита на три части: «Ртуть», «Король бродяг» и «Одалиска». В 2006 году каждая из них была выпущена отдельной книжкой в мягкой обложке, чтобы облегчить чтение 900-страничного произведения.
Действие книги в основном происходит в XVII веке в Англии, Франции и Объединённых провинциях, однако содержит отрывки, действие которых происходит в XVIII веке в Массачусетсе. Роман «Ртуть» написан в различных стилях повествования, например, в нём присутствуют театральные постановки и эпистолярный жанр, и содержит большое количество действующих лиц. В романе Стивенсон разместил события и исторические темы, важные для исторической науки, происходившие в тот период. Однако детали, такие как члены министерства КАБАЛЬ, исторического кабинета Карла II в Англии, были изменены, чтобы облегчить включение его вымышленных персонажей. В таком контексте Стивенсоном рассматриваются многие темы, которые пронизывают его другие работы, такие как теория познания и криптография.
Сюжет первой и третьей частей рассказывает о Даниеле Уотерхаузе, натурфилософе и друге молодого Исаака Ньютона, а также о его более поздних наблюдениях об английской политике и религии. Вторая книга посвящена бродяге Джеку Шафто («Король бродяг») и Элизе (бывшей пленнице турецкого гарема), тому, как они путешествуют через всю Европу, в конце концов приезжая в Голландию, где Элиза втягивается в торговлю и политику. Действие «Ртути» происходит в той же вымышленной вселенной, что и более ранний роман Стивенсона «Криптономикон», в котором потомки персонажей «Ртути» Шафто и Уотерхауза играют ключевую роль.

## Сюжет

### Ртуть
Первая часть романа представляет собой серию ретроспективных сцен из ранней жизни Даниеля Уотерхауза (датированных 1713 годом). Роман начинается приездом Еноха Роота в Бостон в октябре 1713 года, чтобы доставить письмо Даниелю Уотерхаузу. В письме Каролина, принцесса Бранденбург-Ансбахская, просит Даниеля вернуться в Лондон и помочь в примирении Исаака Ньютона и Готфрида Лейбница. После того, как Даниель решает вернуться и садится на голландский корабль, чтобы пересечь Атлантику, повествование возвращается к моменту, когда Даниель впервые встретил Ньютона. Далее роман описывает жизнь Даниеля между 1661 и 1673 годами.
Учась в Тринити-колледже, в Кембридже, Даниель становится товарищем Ньютона и заботится, чтобы тот не навредил своему здоровью во время экспериментов. Однако чума 1665 года заставляет их разделиться: Ньютон возвращается в семейное поместье, а Даниель в Лондон. Быстро устав от пуританских речей своего отца Дрейка Уотерхауза, он решает посетить преподобного Джона Уилкинса и Роберта Гука в поместье Джона Комстока. Там Даниель участвует во многих экспериментах, включая изучение уменьшения силы тяжести с изменением высоты, переливание крови между собаками и попытки Уилкинса создать философский язык. Однако в какой-то момент Даниель начинает чувствовать отвращение к этим опытам и посещает Ньютона во время его экспериментов с цветами и белым светом. Они пытаются вернуться в Кембридж, но из-за чумы опять вынуждены его покинуть. Даниель возвращается к отцу, но его приход на окраины Лондона совпадает со вторым днём Великого лондонского пожара. Дрейк, охваченный религиозным пылом, умирает на крыше своего дома, когда король взрывает его, чтобы предотвратить дальнейшее распространение огня. Вскоре после смерти Дрейка Ньютон и Даниель возвращаются в Кембридж, где начинают читать лекции.
Далее сюжет переносится в 1713 год на борт корабля, везущего Даниеля через Атлантику. Корабль подвергается нападению пирата Эдварда Тича (Чёрная Борода). Сюжет переносится в прошлое, когда Даниель и Ньютон приезжают в Лондон, где Исаак попадает под покровительство Луи Ангсли, графа Апнорского, а Даниель становится секретарём Королевского общества вместо Генри Ольденбурга, которого король сажает в Тауэр из-за активной международной переписки. Во время своего пребывания в Лондоне Дэниель встречает ряд важных действующих лиц того времени. Он становится одним из наиболее выдающихся членов Королевского общества и заводит дружбу с его членами, участвующими в придворной жизни и политике. К 1672 году Даниель и Ньютон становятся членами совета Тринити-колледжа, где они строят алхимическую лабораторию, которую посещают другие заметные алхимики, в том числе Джон Локк и Роберт Бойль. Даниель убеждает Ньютона представить свою работу по исчислению в Королевском обществе.
В 1673 году Лейбниц приезжает в Лондон, где его встречает Даниель и служит его сопровождающим по городу, знакомя с важными членами британского общества. Вскоре Роджер Комсток становится покровителем Даниеля и просит того спроектировать ему особняк. Роджер знакомит его с актрисой Тесс, которая становится его любовницей. В конце книги повествование переносится обратно в 1713 год, когда корабль Даниеля атакуют несколько пиратских кораблей. Благодаря тригонометрическим расчётам Даниеля его кораблю удаётся избежать боя с пиратами и отправиться через Атлантический океан.

### Король бродяг
Вторая часть романа, «Король бродяг», повествует о путешествиях Джека Шафто по прозвищу «Куцый Хер». Она начинается с рассказа о детстве Джека в трущобах Лондона, о его первых работах, включая ту, где он вместе с братом повисал на ногах людей, приговорённых к повешению, чтобы ускорить их смерть. Далее сюжет переносится в 1683 год, когда Джек путешествует по Европе и принимает участие в осаде Вены. Во время атаки на турок он освобождает Элизу, рабыню из султанского гарема, которую собирались убить янычары. Он также заполучает турецкого боевого коня, которого называет Турок, шёлковые ткани и страусиные перья. Джек и Элиза вдвоём уходят из лагеря победоносной европейской армии и путешествуют через Богемию в Пфальц. Чтобы продать страусиные перья по более высокой цене, они решают попасть на весеннюю ярмарку в Лейпциге. Джек и Элиза проводят зиму рядом с горячими источниками. Весной они приезжают на ярмарку, одевшись как знатная дама и её телохранитель, где встречают доктора Лейбница. Быстро продав шёлковые ткани с помощью Лейбница, они соглашаются поехать на его серебряные рудники в Гарцских горах.
По приезде на рудники Джек решает сходить в местный городок и найти там аптеку. Возвращаясь обратно, он заблуждается в лесу и принимает участие в языческом ритуале и охоте на ведьм. Он успешно убегает от преследователей через пещеру, соединяющуюся с рудниками Лейбница. Элиза и Джек едут в Амстердам, где Элиза быстро втягивается в торговлю. Джек, оставив Элизу, уезжает в Париж, чтобы продать страусиные перья и Турка. В Париже он встречает старого знакомого Сент Джорджа, профессионального крысолова, который помогает ему найти жильё. Живя в Париже, он несколько раз доставляет банковские новости в Марсель и обратно. Однако, когда он пытается продать Турка, его схватывают. По счастливой случайности там оказывается бывший работодатель Джека, Джон Черчилль, который спасает его от немедленной смерти. С помощью Черчилля Джек убегает из заточения. Во время своего побега он выезжает на Турке на маскарад в имении д’Аркашона, а его вид оказывается таким же, как и костюм короля Луи. С помощью крыс Сент Джорджа он вырывается на волю, попутно разрушив бальный зал и отрубив руку Этьену д’Аркашону. В ходе своего побега он узнает, что загадочный аристократ, похитивший Элизу с матерью, является герцогом д’Аркашоном.
В то же время Элиза всё больше втягивается в политическую жизнь Амстердама, помогая Ноту Боллструду и герцогу Монмутскому манипулировать торгами. Это вызывает панику на бирже, что даёт ей возможность получить прибыль. Французский посол в Амстердаме уговаривает Элизу отправиться в Версаль и снабжать его информацией о королевском дворе. После недолгих размышлений и разрыва с Джеком она соглашается. По пути в Париж её перехватывает Вильгельм Оранский и заставляет стать двойным агентом. В то же время Джек вместе с русским торговцем мехами и английским владельцем бара отправляется на корабле за рабами, которых он собирается купить за раковины каури. По пути корабль захватывают берберские пираты, и Джек становится рабом на галере.

### Одалиска
Сюжет романа возвращается к Даниелю Уотерхаузу, который в 1685 году становится придворным Карла II из-за своей должности секретаря Королевского общества. Он предупреждает Джеймса II, герцога Йоркского, о скорой кончине его брата, после чего становится советником Джеймса II. Он по-прежнему глубоко связан с английским двором, обеспечивая прохождение нескольких законопроектов, которые снижают ограничения на нонконформистов, несмотря на поклёп в его сторону со стороны французского двора. Между тем Элиза становится гувернанткой двоих детей в Версале. Она привлекает внимание короля и становится торговым агентом французской знати. С её помощью французский двор при поддержке короля Людовика создаёт несколько тенденций на рынке, благодаря которым она получает большую прибыль. Её активное участие во французской придворной жизни приносит ей дворянский титул графини де ля Зёр.
Даниель и Элиза встречаются во время визита Уотерхауза в Голландию, куда он доставляет письма поддержки английской знати Вильгельму Оранскому. Во время встречи в доме Кристиана Гюйгенса он понимает важность Элизы. Там же он встречает Николя Фатио. Вскоре после этого Элиза и Фатио спасают Вильгельма Оранского от похищения, организованного французами. После возвращения в Лондон Даниеля арестовывает судья Джордж Джеффрис и сажает его в Тауэр. С помощью брата Джека Шафто, Боба, ему удаётся сбежать из тюрьмы.
После короткого возвращения в Версаль Элиза присоединяется к Елизавете Шарлотте Пфальцской в её имении, незадолго до начала вторжения французской армии в Пфальц. Элиза сообщает Вильгельму Оранскому о передислокации французских войск от границы с Голландией в связи с нападением на Пфальц, что позволяет тому использовать войска, расположенные в Испанских Нидерландах. Во время своей поездки через Пфальц Элиза беременеет от криптографа короля Луи, однако, по слухам, отец ребёнка Этьен д’Аркашон. В то же время Вильгельм с освободившимися войсками вторгается в Англию и принимает участие в Славной революции. Джеймс покидает Лондон, и Даниель обнаруживает его в баре. Понимая, что правление династии Стюартов закончилось, Даниель возвращается в Лондон и мстит Джеффрису, помогая поймать его для суда и последующей казни. Хотя он планирует отправиться в Массачусетс, его здоровье резко ухудшается в этот период из-за камней в мочевом пузыре. Королевское общество, его друзья и члены семьи очень обеспокоены этим, поэтому заманивают его хитростью в Бедлам, где Роберт Гук проводит операцию по удалению камней.

## Персонажи

### Основные персонажи
- Енох Роот — загадочный алхимик, который впервые появляется в начале книги.
- Даниель Уотерхауз — сын знаменитого пуританина Дрейка Уотерхауза, сосед по комнате Исаака Ньютона, друг Готфрида Лейбница и член Королевского общества.
- «Куцый Хер» Джек Шафто — английский бродяга, известный как «Король бродяг». Спас Элизу из турецкого гарема и стал врагом герцога д’Аркашона.
- Элиза — уроженка острова Йглм, бывшая рабыня, которая становится французской придворной дамой, инвестором, а также шпионом Вильгельма III Оранского и Готфрида Лейбница. Позже получает титулы графини де ля Зёр от Людовика XIV и герцогини Йглмской от Вильгельма Оранского.

### Исторические персонажи
- Роберт Бойль — английский натурфилософ
- Каролина Бранденбург-Ансбахская — дочь Элеоноры, принцессы Саксен-Эйзенахской
- Джон Черчилль — бывший работодатель Джека и британский политик
- Николас Фатио — швейцарский математик
- Судья Джеффрис — Верховный судья, а затем и Лорд-канцлер
- Роберт Гук — английский натурфилософ и биолог
- Христиан Гюйгенс — континентальный натурфилософ
- Готфрид Лейбниц — немецкий натурфилософ, создатель дифференциального и интегрального исчисления
- Людовик XIV — король Франции
- Исаак Ньютон — английский натурфилософ и алхимик
- Генри Ольденбург — член-учредитель и секретарь Лондонского королевского общества
- Бонавантюр Россиньол — французский криптограф
- Джеймс Скотт, 1-й герцог Монмут — незаконнорождённый сын Карла II
- Яков Стюарт — как герцог Йоркский и Яков II Стюарт, король Англии
- Эдвард Тич как Чёрная борода
- Джон Уилкинс — епископ Честерский, член-учредитель Лондонского королевского общества и сторонник религиозной толерантности в Британии
- Вильгельм III Английский как Вильгельм, принц Оранский

## История создания
Во время написания Стивенсоном «Криптономикона» он читал книгу Джорджа Дайсона «Darwin Amongst the Machines». Эта книга породила в нём интерес к вычислительным машинам Готфрида Лейбница, вражде между Лейбницем и Ньютоном, работе Ньютона в королевском казначействе и вдохновила на написание книги об этом периоде. Первоначально он планировал включить её в «Криптономикон», но позже решил использовать эти материалы как основу нового романа «Ртуть» — первой книги «Барочного цикла». Чтобы не запутаться в большом количестве персонажей, Стивенсон использовал специальную систему записных книжек, куда он записывал сюжетные ходы и материалы, обнаруженные в процессе работы.

### Историчность
В романе «Ртуть» Стивенсон поместил предков персонажей «Криптономикона» в эпоху Просвещения вместе с историческими личностями эпохи Реставрации и Просвещения. Среди персонажей присутствуют наиболее выдающиеся натурфилософы, математики и учёные, а также политики того времени. В интервью Стивенсон объяснял, что он намеренно поместил в роман как исторические, так и выдуманные личности, как подлинных представителей исторических классов, таких как бродяг в лице Джека и рабов в лице Элизы. При создании персонажей он изучил наиболее авторитетные труды о той эпохе.
Стивенсон хорошо изучил эпоху Просвещения. В ходе своих исследований он отметил исторические несоответствия в отношении персонажей того периода, который он рассматривал. Наиболее ярким из них было обожествление Ньютона, Лока и Бойля и их научных методов учёными эпохи Просвещения и Викторианской эпохи. Из своих исследований он сделал вывод, что Просвещение в основном «является противоречивой эпохой, поскольку, хотя она и привела к расцвету науки и политических свобод и многих других хороших вещей в том же духе, можно также утверждать, что она сыграла свою роль во французской революции и в некоторых негативных событиях того времени». Изображение запутанной и неопределённой эпохи развивается на протяжении всей книги.
Некоторые критики отмечают, что Стивенсон иногда заходит слишком далеко в попытках донести своё понимание этой эпохи, сильно вдаваясь в подробности и описывая множество мелких деталей. Ник Хастед, обозреватель ежедневной британской газеты Индепе́ндент, написал, что в его исследованиях «описание Лондона эпохи Реставрации кажется тяжёлым, а интеллектуальные дискурсы между Ньютоном и его современниками — чересчур сухими». Несмотря на тщательное описание эпохи, Стивенсон свободно обращается с фактами в изображении эпохи Просвещения. Как главные, так и второстепенные выдуманные персонажи становятся выдающимися членами общества, дают советы наиболее влиятельным людям той эпохи и влияют на все сферы общества: от политики до экономики и науки. Например, он заново заселяет Министерство КАБАЛЬ выдуманными персонажами.

## Жанр
«Ртуть» написана в жанре исторической фантастики с элементами фэнтези и научной фантастики. Марк Сандерсон из Daily Telegraph и Стив Пул из The Guardian описывают «Ртуть» как роман плутовского жанра, распространённого в XVII и XVIII веках в Европе. Текст пронизывает юмор, как в ситуациях, так и в языке повествования, что имитирует плутовской стиль.
Повествование часто содержит длительные отступления. Эти отступления отслеживают множество событий и вопросов, связанных с историей, философией и научными проблемами. В качестве примера газета USA Today привела длину обсуждения ньютоновского интереса к природе гравитации. Автор использует как повествование от первого, так и от третьего лица, а также использует несколько методов написания, как знакомых современным читателям, так и популярных в начале Нового времени. Эти методы включают в себя письма, драму, криптографические сообщения, родословные и «более интересные сноски, чем во многих научных работах».
В романе Стивенсон часто использует построение предложений и правописания как в XVII веке. В основном это проявляется в использовании курсива и прописных букв. В романе встречаются как анахронизмы, так и адаптации современных понятий к той эпохе. Например, он использует выражение «canal rage» как аллюзию на современное понятие «road rage» (рус. агрессивное поведение на дороге). Стивенсон решил полностью не адаптировать язык того времени, вместо этого он позволил такому языку войти в его письменный, когда это было необходимо, часто обращаясь к современному английскому для идей, знакомых современным читателям. Стивенсон сказал: «Я никогда не пытался поддерживать иллюзию того, что я буду писать о том, что не оставило следов в 20-м или 21-м».

## Главные темы
В 2003 году в интервью журналу Newsweek Стивенсон сказал, что верит в то, что «научная фантастика…это фантастика, где идеи играют важную роль». В «Ртути» важную роль играет эпоха Возрождения. Поместив читателя среди мира идей, которые изменяют ход науки, Стивенсон исследует развитие научного метода. Одна из тем, которую он исследует в «Ртути», — развитие математических наук, которые, в свою очередь, приводят к важным приложениям. Так, теория двоичного исчисления Лейбница стала основой компьютеров. Возвращаясь к своим киберпанковским корням, он обращает внимание на то, как информация и идеи распространяются в обществе. Для создания исторического фона в «Ртути» сплетены философия, дворцовые интриги, экономика, войны, чума и природные катастрофы конца XVII — начала XVIII века. С одной стороны, герои являются «носителями информации», в то же время персонажи используют различные технологии для сокрытия информации, наиболее известной из которых является криптография. Обозреватель USA Today Элизабет Вейс написала, что использование криптографии является «литературной визитной карточкой Стивенсона».
В «Ртути» присутствуют важность свободы мысли, разнообразие, необходимое для развития идей, и то, как новые идеи появляются. В начале XVII века исследования или новые идеи, такие как теория гравитации, могли принести дурную славу или даже наказания. Стивенсон также указывает, что исследования, особенно те, что проводились в Королевском обществе, привели в некоторых случаях к изменению взглядов. Как существовать во «времена дуализма» — ещё одна важная тема романа. Особенно это касается Даниеля Уотерхауза, который разрывается между «разум против веры, свобода против судьбы, материя против математики».
Частое упоминание в романе алхимии указывает на то, что ранние века переходят в новое время. Ньютон был алхимиком, и один из персонажей сравнивал финансовую систему и алхимию: «любой товар — шёлк, монеты, паи серебряных рудников — теряет свою грубую материальную форму и обретает истинную, как руды в алхимическом тигле становятся ртутью». Книга обращает внимание на период социальной и научной трансмутации, расширяясь на символизм названия романа, «Ртуть», потому что это период, в котором исследуются и устанавливаются «принципы преобразования». Торговля различными товарами — ещё одна тема, повторяющаяся в течение всей книги.

## Отзывы и критика
В целом роман получил положительные отзывы. Однако некоторые обозреватели отметили слишком большой объём романа, в то время как другие положительно высказывались об этом. Пол Ботин из Slate Magazine в своём отзыве написал, что «Ртуть» предлагает понимание того, насколько передовой и сложной была наука в эпоху «алхимиков и изобретателей микроскопов», а также, что учёные того времени были «предвестниками учёных био- и нанотехнологий, которые, на сегодняшний день, считаются ИТ-вундеркиндами». Entertainment Weekly поставило «Ртути» оценку A−, написав, что книга «заставляет нас задуматься над концепциями и теориями, о которых вы первоначально думали, что никогда их не поймёте». Критики нашли параллель между подходом Стивенсона и эпизодом из книги, где описывалась попытка перевести «всё человеческое знание… в огромную энциклопедию, которая будет вроде машины, чтобы не только находить старое знание, но получать новое».
The Independent сделало акцент на сравнение романа с ранним романом Стивенсона «Криптономикон», отметив, что «роман обещает быть гораздо более впечатляющим, чем большинство так называемой серьёзной фантастики. Такого эрудированного, интеллектуально провокационного романа не было со времён „Имени Розы“». Патрик Несс считает, что «это не книга, это место, куда надо переместиться и растить детей». Его обзор фокусируется на сфере материального и юмора, присущего «Ртути». Марк Сандерсон назвал роман «удивительным достижением», сравнив «Ртуть» с романами Томаса Пинчона «Мэйсон и Диксон» и Лоуренса Норфолка «Словарь Ламприера». Несмотря на большое количество исторических описаний и невероятный объём, роман полон того, что Сандерсон назвал «больше секса и жестокости… чем в любом фильме Тарантино». Стивенсон балансирует между желанием отдать должное тому периоду и необходимостью развивать роман, который бы развлекал современных читателей. Обозреватель The Guardian Стивен Пул так прокомментировал «Ртуть»: «Большой фантастический кипящий котёл теорий о науке, деньгах, войн и многого другого, по очереди широко плутовской и микроскопически технический, несколько раз чересчур перегружен, а иногда слишком отрывочный, с недостатками, но бесспорно великолепный, „Ртуть“ — что-то вроде „Радуги земного тяготения“ периода Реставрации».
Полли Шульман из The New York Times нашла роман чрезвычайно сложным, но хорошим для чтения. Однако она отмечает, что сложные и громоздкие диалоги между персонажами отвлекают. Она считает, что получить полное удовлетворение от романа возможно только в контексте остальных романов «Барочного цикла», и сравнивает с работами Дороти Даннетт, Уильяма Гибсона, Брюса Стерлинга, назвав его «историей научной фантастики». Эдвард Ротстейн в своём обзоре отмечает, что масштаб романа порой вредит ему: «К сожалению, в этом беллетристическом котле иногда кажется, что пары ртути поглощают самого автора, как будто каждая деталь, которую он выучил на уроках, должна быть внесена в текст». Он считает роман «продолжением эксперимента», хотя исторический фон убедительный.
Деборе Фриделль из The New Republic роман не понравился. В своём отзыве она упоминает плохие писательские способности Стивенсона и отсутствие у него знаний литературных традиций, потому что «наибольшее влияние на работу Стивенсона оказали комиксы и мультики». Ей не понравились его использование анахронизмов и общий подход к исторической литературе.
Немецкое издание Frankfurter Allgemeiner в своём обзоре отмечает, что в исторический период, описанный в «Ртути», происходило зарождение науки, которое сопровождалось становлением английского языка как языка науки. Обзор также обращает внимание на принципы Лейбница, которые Стивенсон использовал для создания основы современной вычислительной техники.
Владимир Пузий из «Мира фантастики» назвал роман одним из лучших, прочитанных им за последние годы. Он отметил потрясающее мастерство автора в описании пейзажей, построении диалогов и изложении политических игр того времени, а также эрудицию Стивенсона. Отдельно он обращает внимание на загадки, раскиданные по всему роману. В заключении Пузий пишет: «„Ртуть“ — прежде всего увлекательная, мастерски написанная история становления европейской науки, история о живых людях, которые пытались сорвать яблоко с Древа Познания». Александр Гаррос из журнала «Эксперт» написал, что «Ртуть» описывает становление современной западной цивилизации, фокусируясь на одной из важных временных точек. В то же время он обращает внимание на единственного русского персонажа романа — громадного, высоченного, бородатого, неопрятного, неотёсанного старовера Евгения, отменно владеющего гарпуном, однако бесконечно далёкого от философских воззрений Лейбница или Спинозы.

## Издания
Основываясь на успехе «Криптономикона», проданного тиражом более 300 000 экземпляров, первое издания «Ртути» вышло тиражом 250 000 экземпляров. За 5 месяцев до начала продаж в интернете прошла рекламная кампания книги. Первоначально роман был выпущен одной книгой, но в 2006 году издательство HarperCollins переиздало книгу тремя отдельными томами в мягкой обложке.

### Оригинальные издания
- Neal Stephenson. Quicksilver. — US. — William Morrow, 23 сентября 2003. — 944 с. — ISBN 0-380-97742-7., твёрдый переплёт (первое издание)
- Neal Stephenson. Quicksilver. — UK. — Willian Heinemann, 2 октября 2003. — 927 с. — ISBN 0-434-00817-6., твёрдый переплёт
- Neal Stephenson. Quicksilver. — UK. — Willian Heinemann, 2003. — 927 с. — ISBN 0-434-00893-1., мягкий переплёт
- Neal Stephenson. Quicksilver. — US. — William Morrow, 1 июня 2004. — 968 с. — ISBN 0-06-059933-2., твёрдый переплёт (специальное издание)
- Neal Stephenson. Quicksilver. — US. — HarpeCollins Perennial, 21 сентября 2004. — 927 с. — ISBN 0-06-059308-3., издание для широкой публики
- Neal Stephenson. Quicksilver. — US. — HarperColllins, октябрь 2004. — ISBN 978-0-06-072161-9., CD, сокращённая аудиокнига, 22 часа 1 минута, озвученная Симоном Пребблем и Стайной Нильсон
- Neal Stephenson. Quicksilver. — US. — HarperColllins, ноябрь 2004. — ISBN 978-0-06-081804-3., MP3 выпуск сокращённого аудио CD
- Разделена на 3 тома в 2006 году:
  - Neal Stephenson. Quicksilver. — US. — HarpeCollins, январь 2006. — 480 с. — ISBN 978-0-06-083316-9., книга в бумажной обложке для массового рынка
  - Neal Stephenson. The King of the Vagabonds. — US. — HarpeCollins, февраль 2006. — 400 с. — ISBN 978-0-06-083317-6., книга в бумажной обложке для массового рынка
  - Neal Stephenson. Odalisque. — US. — HarpeCollins, март 2006. — 464 с. — ISBN 978-0-06-083318-3., книга в бумажной обложке для массового рынка

### Русскоязычные издания
- Нил Стивенсон. Ртуть. — АСТ, 2007. — 928 с. — (Монохром). — 4000 экз. — ISBN 5-17-037490-9.
- Нил Стивенсон. Ртуть. — АСТ, 2007. — 928 с. — (под Дозоры). — 6000 экз. — ISBN 5-17-043149-X.
- Нил Стивенсон. Ртуть. — АСТ, 2011. — 928 с. — (Нил Стивенсон. Собрание сочинений). — 3000 экз. — ISBN 978-5-17-068240-9.

## Премии и номинации
| Год  | Награда                    | Категория                          | Результат |
| ---- | -------------------------- | ---------------------------------- | --------- |
| 2004 | Премия Артура Кларка       |                                    | Победа    |
| 2004 | Локус                      | Лучший научно-фантастический роман | Номинация |
| 2007 | Мир фантастики, Итоги 2007 | Лучшая необычная книга             | Победа    |